# Cừu Rya

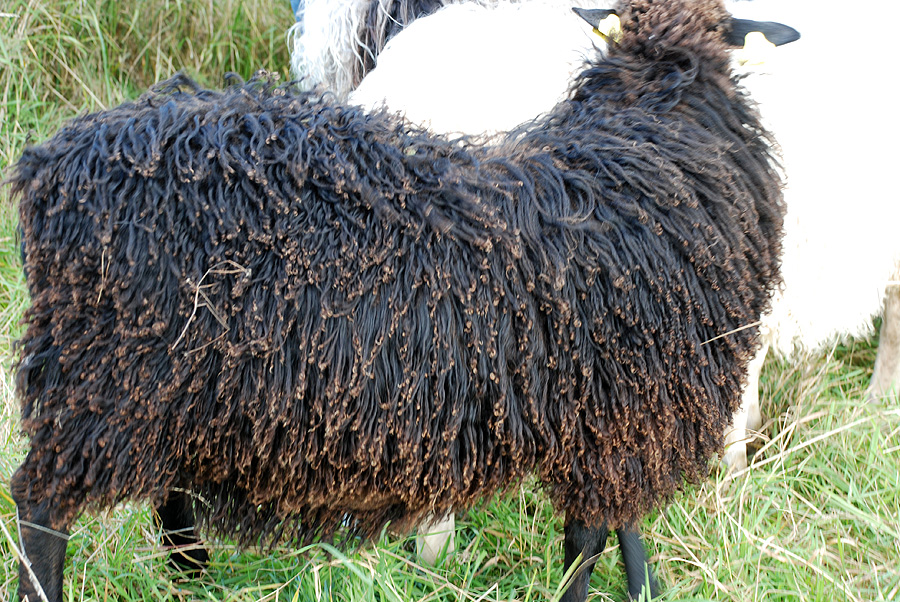
Cừu Rya

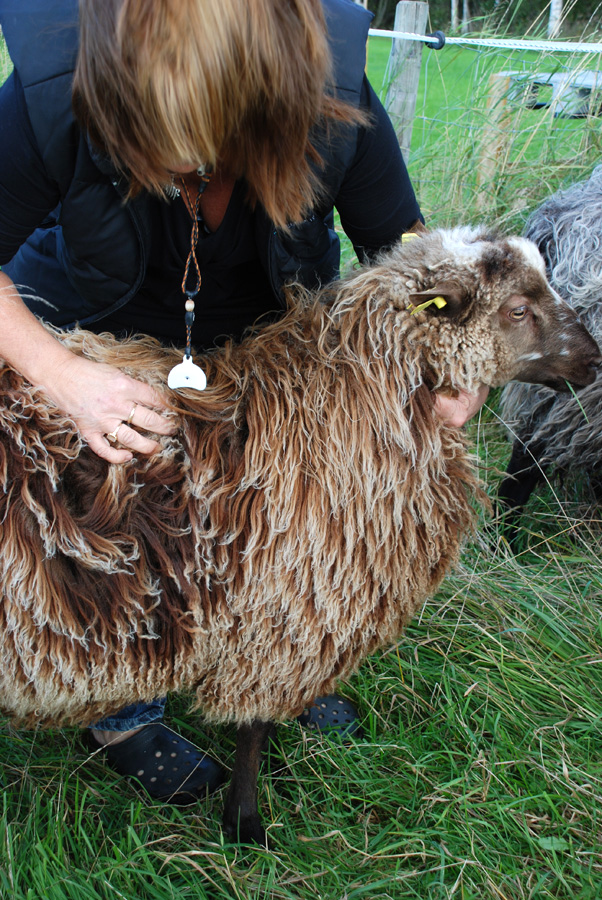
Cừu Rya

Cừu Rya, còn được gọi là cừu Ryafår hoặc cừu lông thảm Thụy Điển, là một giống cừu có nguồn gốc từ Thụy Điển. Loài này có xuất xứ từ các giống cừu có nguồn gốc từ Thụy Điển và Na Uy. Giống cừu có nguồn gốc từ cừu Landrace Thụy Điển này cũng chứa một số huyết thống của cừu Spælsau của Na Uy. Mục đích của việc chăn nuôi cừu này là sử dụng lông dài, lượn sóng và sáng bóng của nó để tạo ra lông cừu thành phẩm, thường được sử dụng để làm thảm. Vào đầu thế kỷ XX, vài con cừu lông dài vẫn còn ở tỉnh Dalarna, dẫn đến sự phục hồi của giống cừu Rya. Năm 2000, giống này có một dân số ổn định khoảng hai nghìn con. Cừu Rya có thể được tìm thấy ở miền bắc và miền trung Thụy Điển. Hầu hết các đàn cừu Rya nằm ở Dalarna. Chúng thường được nuôi trong những đàn nhỏ.
Vào đầu thế kỷ 20, Dalarna có một quần thể cừu địa phương với lông cừu dài, được ưa chuộng trong khu vực để trang trí trang phục dân tộc. Năm 1915, việc nhân giống đã được thực hiện để có được cừu sản sinh ra “lông rya” này.
Cừu Rya là một con cừu cỡ trung bình với đôi chân tương đối ngắn, và có lông sợi dài mạnh mẽ và sáng bóng. Chân, đuôi, trán, má và ngực không có lông. Đối với một con cừu ba tháng tuổi, lông có thể dài 6 cm (15 cm), và đối với người lớn, len có thể dài tới 12 cm (30 cm). Một nửa lông cừu là lớp lông bên trong, được đánh bóng với một nếp uốn rộng, và được xác định rõ ràng. Cừu Rya có được các sợi lông có chiều dài ít nhất 15 cm với độ uốn tối đa 3 vòng trên 5 cm là mục tiêu chọn lọc sinh sản của giống này. Cừu Rya có màu trắng, nhưng có một số cá thể có màu xám, đen và nâu. Chiều cao của cừu trưởng thành là 75 cm đối với con đực và 70 cm đối với con cái. Trọng lượng sống là 70 kg đối với con đực và 50 kg đối với con cái. Cả con đực và con cái đều không có sừng và có đuôi dài.